# Johanniskirche (Rostock)

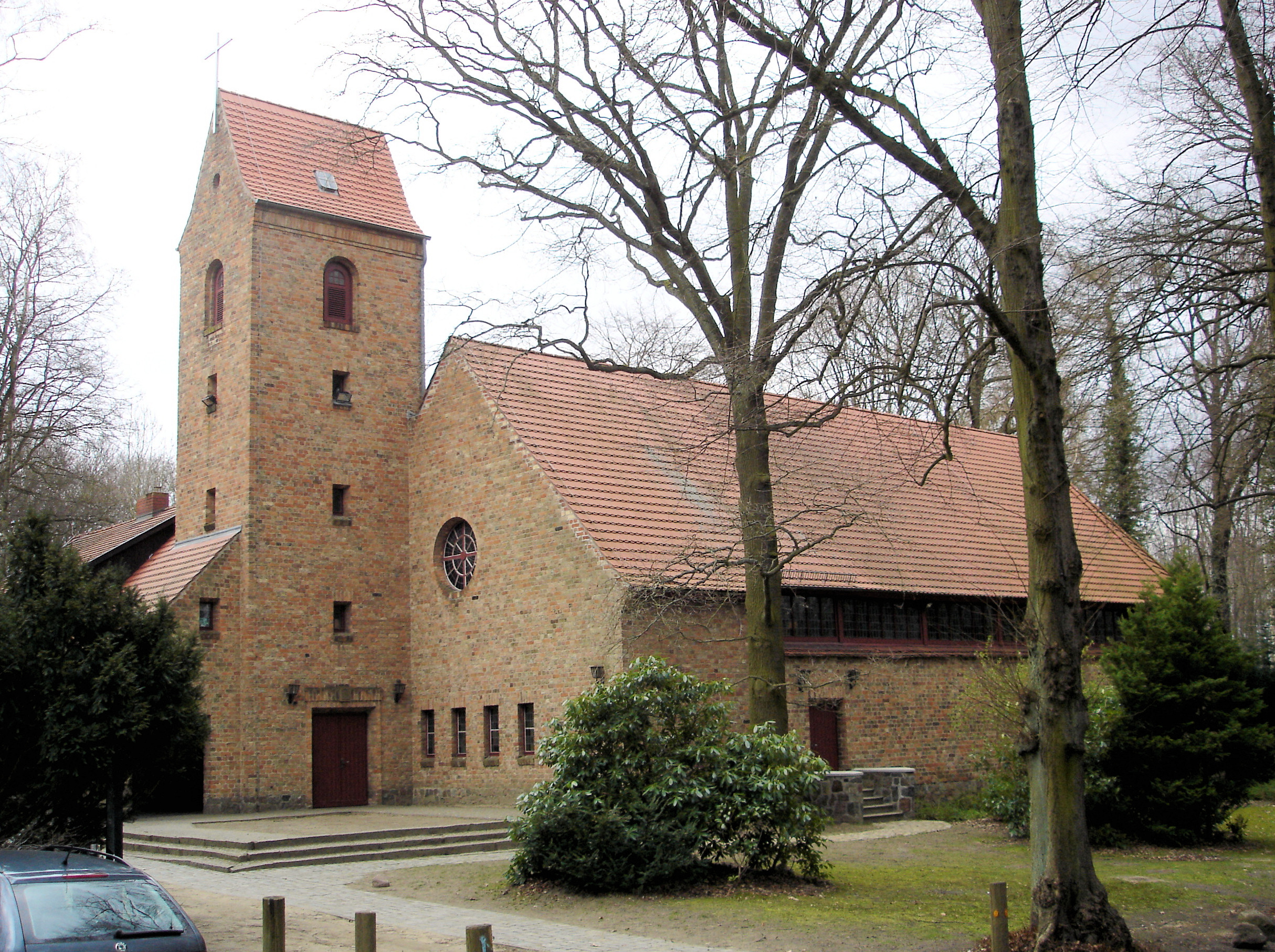
Johanniskirche

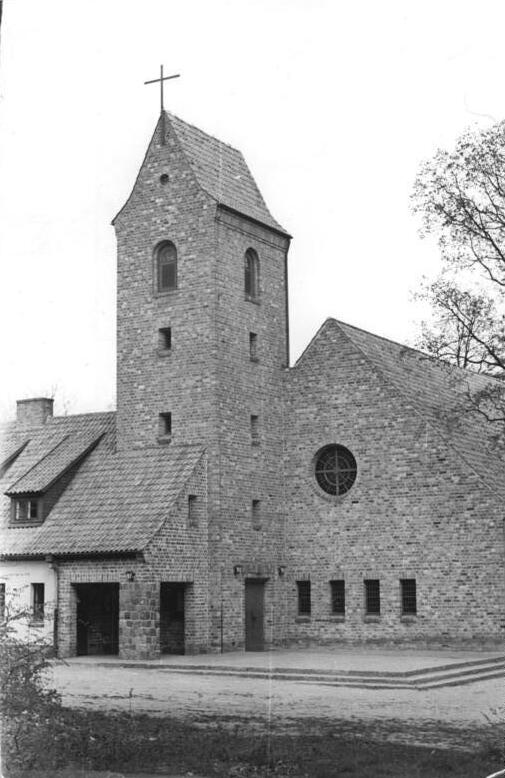
Johanniskirche, 1952

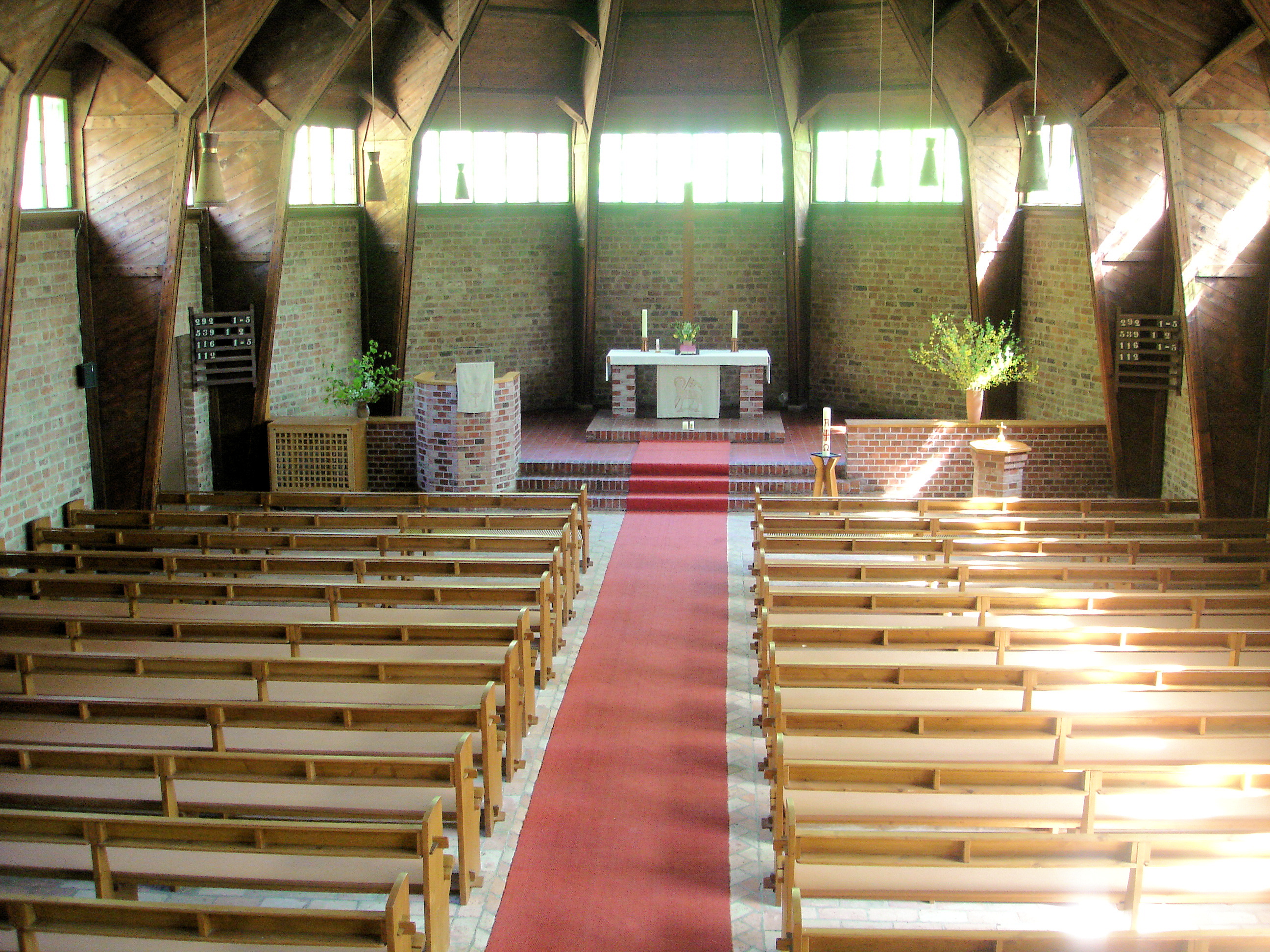
Innenraum

Die Johanniskirche oder St.-Johannis-Kirche in Rostock ist die Kirche der Kirchgemeinde St. Johannis in der Propstei Rostock im Kirchenkreis Mecklenburg der Evangelisch-Lutherischen Kirche in Norddeutschland. Sie steht als eine der Bartning-Notkirchen aus der Zeit des Wiederaufbaus nach dem Zweiten Weltkrieg unter Denkmalschutz.

## Geschichte
Die Gemeinde wurde 1946 aus zwei Gemeindebezirken der Heiligen-Geist-Gemeinde und einem Bereich der Jakobi-Gemeinde gebildet. Nach dem Zweiten Weltkrieg und dem damit verbundenen sprunghaften Anwachsen der Rostocker Bevölkerung durch Flüchtlinge und Vertriebene sowie in Folge der Zerstörung der Rostocker Jakobikirche wurde es notwendig, eine Kirche im Südwesten der Stadt zu bauen.
Der Architekt Otto Bartning hatte für das Hilfswerk der Evangelischen Kirchen in Deutschland einen Typenentwurf ausgearbeitet, nach dem Gemeinden, deren Kirchen im Krieg zerstört worden waren, trotz der schwierigen Finanz- und Versorgungslage der Nachkriegszeit Notkirchen bauen konnten. In Mecklenburg wurde außer in Wismar auch in Rostock im Barnstorfer Wald ein solcher Bau begonnen. Eine Besonderheit waren in Rostock der angebaute Turm und das Gemeindehaus – solche individuellen Ergänzungen oder Abänderungen ließ Bartnings Typenentwurf konzeptionell zu. Die Grundsteinlegung fand am 12. Juni 1949 statt.
Die das Dach tragenden Holzbinder wurden in Thüringen vorgefertigt. Die Außenwände wurden aus Backsteinen im Klosterformat erbaut, die aus den Trümmern der Jakobikirche geborgen werden konnten. Die Realisierung eines solchen Bauvorhabens war nur durch zahlreiche unbezahlte Arbeitsstunden vieler Gemeindeglieder, Theologiestudenten und Hochschullehrer möglich. Finanzielle Zuwendung kam auch vom kirchlichen Hilfswerk. Die Weihe der Kirche fand am 17. September 1950 statt. Am 1. Juli 1951 konnten im Turm drei Glocken angebracht werden, die auf die Töne d – f – g gestimmt sind. Auf der Empore wurde 1959 eine Orgel der Firma Schuke in Potsdam geweiht.
Seit dem Herbst 2015 wurde westlich neben der Kirche ein Chorhaus gebaut, die Grundsteinlegung fand am 8. Januar 2016 statt. Die Baukosten beliefen sich auf etwa 1,6 Millionen Euro. Die Gemeindemitglieder haben mit mehreren Aktionen selbst 250.000 Euro gespendet. Der Kirchenkreis Mecklenburg förderte das Vorhaben mit 650.000 Euro. Die Hansestadt Rostock, das Land Mecklenburg-Vorpommern und die Hermann Reemtsma Stiftung beteiligten sich ebenfalls an der Finanzierung. Nach einem Wettbewerb wurde das Hamburger Architekturbüro Johannsen und Partner mit dem Entwurf beauftragt. Auf etwa 480 Quadratmetern entstand ein großer Saal, ein Büro für den Pastor, eine Küche, Garderoben, Toiletten und Lagerräume. Am 9. Oktober 2016 wurde das Chorhaus mit einem Festgottesdienst unter Anwesenheit des Bundespräsidenten Joachim Gauck eingeweiht. Die Predigt hielt Bischof Andreas von Maltzahn.

## Kantorei
Die Kantorei der Johanniskirche ist mit etwa 400 Sängerinnen und Sängern eine der größten des Landes. Von der Kleinen und Großen Kurrende (Kinderchor), dem Choralchor (Jugendchor) und dem Figuralchor (Oratorienchor) bis zum Rostocker Motettenchor werden in jedem Jahr über 50 Konzerte neben der Mitwirkung in den Gottesdiensten durchgeführt. Gründer der Kantorei war Kirchenmusikdirektor Hartwig Eschenburg († 4. Februar 2025 im Alter von 91 Jahren), Kantor seit 1. Januar 2000 ist Kirchenmusikdirektor Markus Johannes Langer.

## Pfarrer
- Hans–Detlof Galley (1946–1960)
- Friedrich Carl Rüß (1948–1972)
- Horst Gienke (1961–1963)
- Albrecht von Maltzahn (1963–1999)
- Gunther Pistor (1972–1997)
- Hans-Christian Roettig (1998–2018)[4]
- Jörn Kiefer (seit 2019)[5]